# شیول
شیول (به فرانسوی: Chieulles) یک کمون در فرانسه است که در Canton of Montigny-lès-Metz واقع شده‌است.

## خصوصیات
شیول ۲٫۶۱ کیلومترمربع مساحت و ۳۵۰ نفر جمعیت دارد و ۱۹۰ متر بالاتر از سطح دریا واقع شده‌است.